# Старая Буда (Хиславичский район)
Ста́рая Бу́да— деревня в  Смоленской области России,  в Хиславичском районе. Население — 12 жителей (2007 год) . Расположена в юго-западной  части области  в 8 км к югу  от Хиславичей, у автодороги Хиславичи - Шумячи.
Входит в состав Печёрского сельского поселения.

## История
Название произошло от слова Буда - в прошлом предприятие по производству поташа, расположенное в лесу.